# Ракетные удары по дамбе Карачуновского водохранилища
Ракетные удары по дамбе Карачуновского водохранилища были нанесены российскими войсками 14 и 15 сентября 2022 года в ходе вторжения на Украину.
Данные удары стали первой целенаправленной попыткой российских войск причинить значительный сопутствующий ущерб при атаке объектов гражданской инфраструктуры и первым успешным ракетным ударом по плотинам.

## Ход событий
По сообщению главы военного совета Кривого Рога Александра Вилкула, удары по дамбе были нанесены ракетами «Кинжал» и «Искандер».
По словам заместителя главы Офиса Президента Украины Кирилла Тимошенко, утечка воды достигала 100 кубометров в секунду. Уровень воды в реке Ингулец поднялся, по разным данным, на 2—6 метров. В городе возникли проблемы с водоснабжением, местные жители начали скупать воду в магазинах. 112 домов в городе оказались подтоплены, проводилась частичная эвакуация местных жителей. В Центрально-городском районе была затоплена значительная часть парка имени Фёдора Мершавцева, где уровень воды поднялся до 190 см. 
В ходе ликвидации последствий аварийные службы осуществили два подрыва дамбы в районе Черногорка, чтобы снизить уровень воды. К утру 15 сентября поток воды в реке уменьшился и её уровень начал спадать.
15 сентября по гидротехническим сооружениям в Кривом Роге был нанесен повторный удар, однако о разрушениях не сообщалось.
Утром 16 сентября Александр Вилкул сообщил о стабилизации водоснабжения в Кривом Роге, а 17 сентября — о ликвидации подтоплений.

## Экологические последствия
По данным Государственной экологической инспекции Украины, общий объём утечки воды из Карачуновского водохранилища составил 16 873 м3, сумма ущерба оценивается в 77 млн гривен. Исследование проб воды показало превышение нормативов ПДК по содержанию железа в 3 раза (в связи с использованием щебня железистых кварцитов для ликвидации повреждений дамбы), приведшее к временному покраснению воды ниже по течению реки, и в 2,5 раза — по содержанию аммонийного азота из-за загрязнения воды сточными водами.
Анализ, проведенный местными экоактивистами спустя полгода после удара, показал отсутствие масштабного долгосрочного влияния повреждения дамбы на качество воды и экосистему Ингульца в районе Кривого Рога.

## Реакция
Президент Украины Владимир Зеленский обвинил российские войска в попытке затопить город. Министр иностранных дел Украины Дмитрий Кулеба заявил, что российский обстрел гидротехнических сооружений в Кривом Роге является военным преступлением и терактом.
16 сентября 2022 года российский президент Владимир Путин заявил: «Совсем недавно вооруженные силы России нанесли там пару ударов чувствительных. Ну, будем считать, что это предупреждающие удары. Если дальше ситуация будет развиваться подобным образом, то ответ будет более серьезным». Журналисты отмечали, что хотя Путин не уточнял, какие именно «чувствительные удары» он имел ввиду, однако он сделал свое заявление вскоре после ударов по Харьковской ТЭС и по плотине в Кривом Роге.

## Оценки
Аналитики Института изучения войны предположили, что удары по дамбе были направлены на разрушение понтонных мостов, наведённых ВСУ ниже по течению реки, чтобы замедлить переправу украинских сил в направлении Херсона.
Отмечается, что ущерб от удара был ограничен из-за лишь частичного разрушения дамбы и быстрого устранения повреждений.

## Видео
- Кривой Рог: затоплены жилые дома в результате ракетного удара по дамбе // Радио «Свобода», 15.09.2022